# Gaillac-d'Aveyron
 Gaillac-d'Aveyron  (en occitano Galhac) es una población y comuna francesa, situada en la región de Mediodía-Pirineos, departamento de Aveyron, en el distrito de Rodez y cantón de Laissac.

## Demografía
| 447 | 467 | 430 | 379 | 342 | 328 |
| Para los censos de 1962 a 1999 la población legal corresponde a la población sin duplicidades (Fuente: INSEE [Consultar]) |     |     |     |     |     |